# Estación de Figueras-Vilafan
Figueras-Vilafan o Figueras-Vilafant (oficialmente y según Adif, Figueres-Vilafant) es una estación de ferrocarril de alta velocidad situada entre Vilafan y Figueras (Gerona). Ejerce funciones de estación fronteriza para los tráficos de alta velocidad entre Francia y España.
Es el punto de conexión entre las líneas de alta velocidad Madrid-Barcelona-Frontera francesa (perteneciente a la red española) y Figueras-Perpiñán (tramo de conexión internacional entre las redes francesa y española).

## Descripción
Francia y España acordaron que la conexión entre las redes de alta velocidad francesa y española se realizara a través de un tramo de concesión privada. El tramo conectaría con la red española en Figueras y con la red francesa en Perpiñán. La concesión fue adjudicada a TP Ferro, que inauguró el 19 de diciembre de 2010 la línea, denominada línea de alta velocidad Figueras-Perpiñán, y la explotó hasta su quiebra en 2016. Desde entonces la línea es explotada por la Sociedad Línea Figueras Perpignan, propiedad de las empresas públicas SNCF y Adif, las cuales tuvieron que rescatar el túnel tras la quiebra de la concesionaria TP Ferro.
El proyecto de esta línea incluía la construcción de la estación de Figueras-Vilafan como estación fronteriza del lado español, por lo que fue inaugurada con el resto de la línea. Por su parte sur la línea de alta velocidad hasta la frontera no estaba terminada, por lo que se dio continuidad por la red convencional española mediante vía de ancho mixto hasta Barcelona.
La línea de alta velocidad Madrid-Zaragoza-Barcelona-Frontera francesa fue finalizada en enero de 2013 completando la conexión de la estación. Aunque existen proyectos para adoptar el sistema ERTMS como sistema único, existen diferencias de señalización y sistemas de seguridad entre las redes francesa y española, por lo que la estación es utilizada como punto de trasbordo entre trenes que no pueden utilizar la red del otro país.

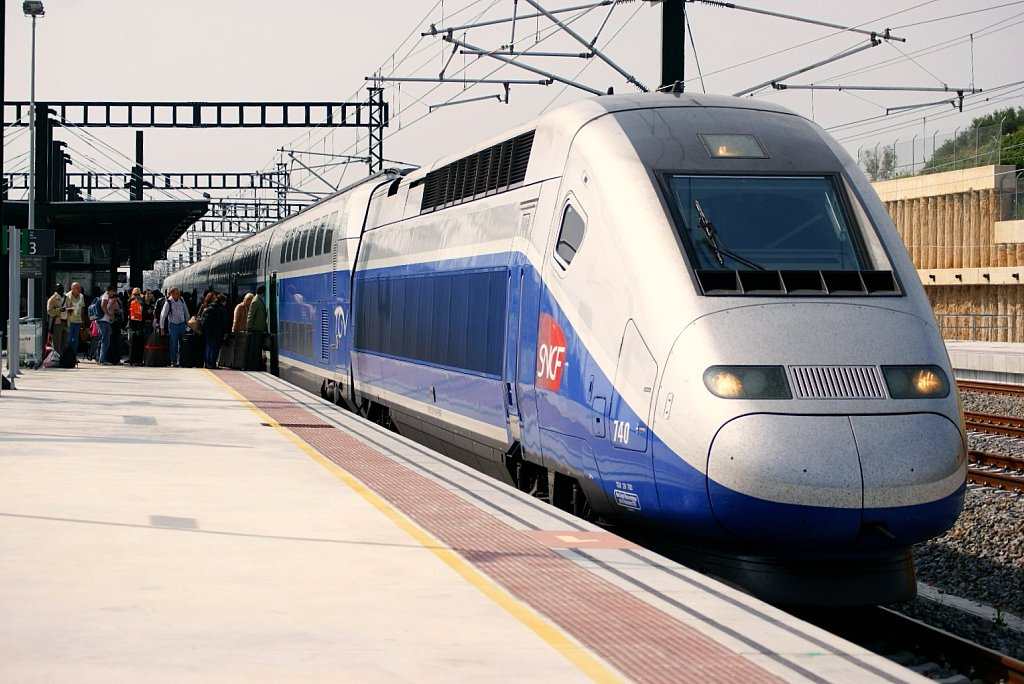
TGV Duplex estacionado en la estación de Figueras-Vilafan.